# Мартенситний перехід
Мартенси́тний перехі́д або мартенси́тне перетво́рення (рос. мартенситный переход, англ. martensitic transition) — бездифузійне перетворення в кристалічному твердому тілі за низьких температур, внаслідок яких з його вихідної фази утворюється мартенситна фаза з новою кристалічною ґраткою.
Перетворення зумовлюється зміщеннями координаційних атомів йонів чи молекул на віддалі менші, ніж міжатомні відстані у вихідній фазі. Кооперативне перегрупування кристалічної структури звичайно відбувається поступово шляхом переміщення поверхонь у твердому тілі.

## Вплив на властивості матеріалів
Спостерігається у сталях (наприклад, високоміцних), в чистих металах, металевих сплавах (на основі титану, системи мідь — алюміній, мідь — кремній тощо) та мінералах. Найповніше мартенситне перетворення вивчене у сталях, яким при гартуванні надають високої міцності й твердості. Мартенситні перетворення лежать в основі ефекту пам'яті форми а також спостерігається зв'язок мартенситного перетворення з появою надпровідних властивостей в деяких металах. Мартенситні перетворення (часто у поєднанні з дифузійним перерозподілом компонентів і зміною атомного порядку) складають основу багатьох структурних перетворень, завдяки яким за допомогою термічної і механічної обробки здійснюється направлена зміна властивостей кристалічних матеріалів.

## Природа мартенситного перетворення
Перебудова кристалічної ґратки в мікрообластях зазвичай зводиться до деформації її вічка, і кінцева фаза мартенситного перетворення може розглядатися як однорідно здеформована вихідна фаза. Величина деформації є малою (~1…10%) і відповідно малим є, у порівнянні з енергією зв'язку в кристалі, енергетичний бар'єр, що перешкоджає однорідному переходу вихідної фази в кінцеву. Необхідною умовою мартенситного перетворення, яке розвивається шляхом утворення і зростання областей стабільнішої фази в метастабільній, є збереження впорядкованого контакту між фазами. Впорядкована будова міжфазних границь при малій величині бар'єру для однорідного фазового переходу забезпечує їх малу енергію і високу рухливість. Як наслідок, надлишкова енергія, яка необхідна для зародження кристалів нової фази (мартенситних кристалів), є малою і при деякому відхиленні від рівноваги фаз стає порівнянною з енергією дефектів, присутніх у вихідній фазі. Тому зародження мартенситних кристалів відбувається з великою швидкістю і може не вимагати теплових флуктуацій. Унаслідок дії фази, що утворилася, на вихідну фазу енергетичний бар'єр для переміщення границі фаз є істотно меншим, ніж для однорідного переходу; при невеликих відхиленнях від рівноваги він зникає — кристал зростає із швидкістю порядку звукової і без теплової активації (перетворення можливе навіть за температур, близьких до абсолютного нуля).

## Мартенситне перетворення у сталях

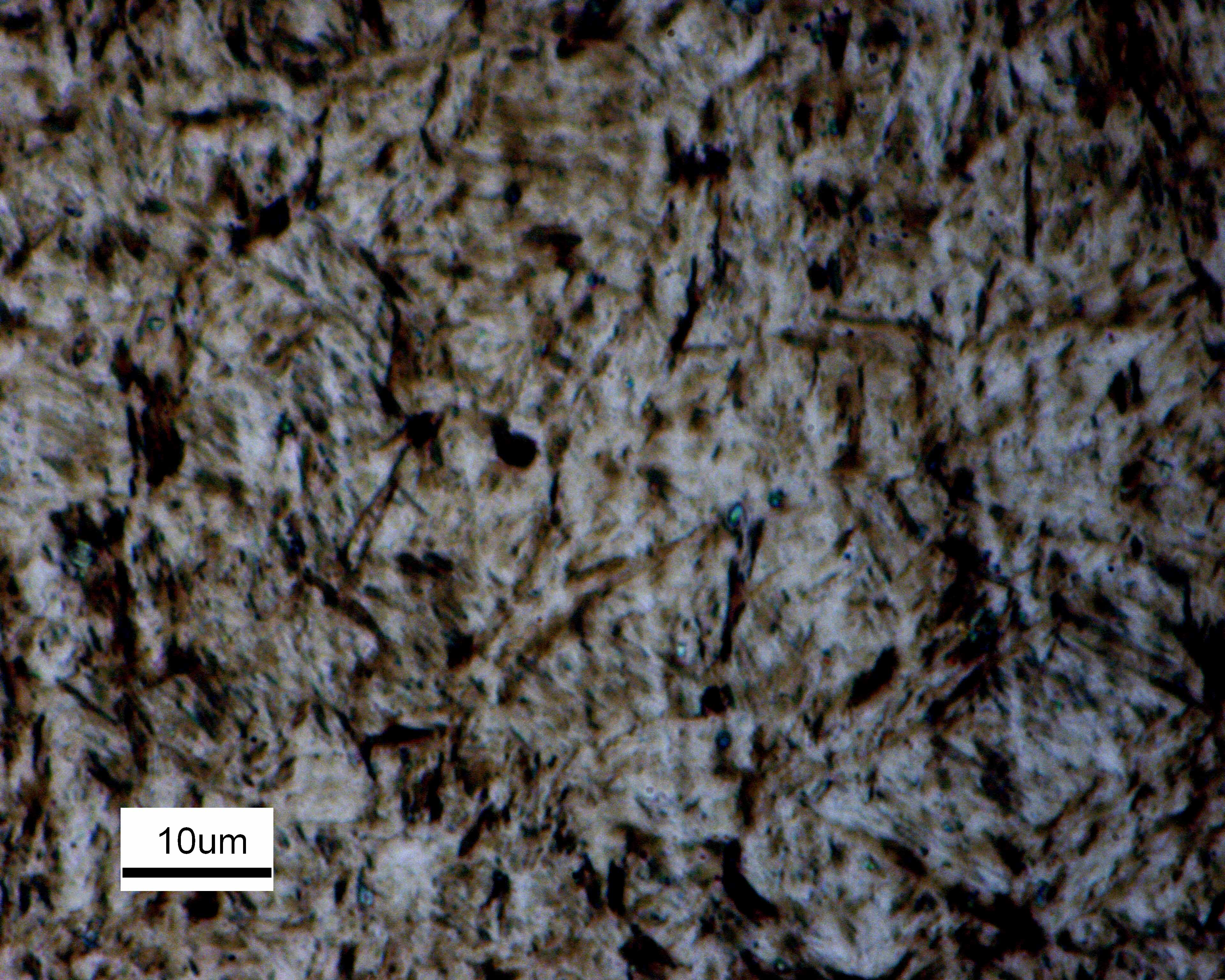
Мікроструктура мартенситу в сталі AISI 4140

Мартенситне перетворення у сталях відбувається при охолодженні аустеніту з критичною швидкістю (Vкр) до температур мартенситного перетворення. Критичною називають мінімальну швидкість охолодження, яка забезпечує перетворення аустеніту на мартенсит.
Мартенсит — це пересичений твердий розчин вуглецю в α-залізі. Вміст вуглецю в мартенситі такий, як і в вихідному аустеніті, тому що мартенситне перетворення відбувається бездифузійним шляхом. Температури початку та кінця мартенситного перетворення залежать від вмісту вуглецю та виду і вмісту легувальних елементів в сталі. Мартенсит має високу твердість (до HB 700), яка залежить від вмісту в ньому вуглецю. Перетворення аустеніту на мартенсит ніколи не йде до кінця. Тому завжди залишається певна кількість аустеніту (до 10%), який називають залишковим. Мартенсит має голчасту структуру.